# Charles-Louis Chéron
Charles-Louis Chéron est un peintre lorrain, peintre ordinaire du duc Léopold, né à Vic-sur-Seille le 27 janvier 1676, et mort à Lunéville le 29 juillet 1745.

## Biographie
Charles-Louis Chéron est le fils de Charles Chéron, greffier du bailliage de Vic, conseiller et notaire à Vic, et de Marguerite Françoise Poërson (Paris, 1645-Marsal, 1708), aussi écrit Poerson. Cette dernière est la sœur de Charles-François Poërson, peintre du roi, fils de Charles Poerson et Françoise Bruyant. Françoise Bruyant est la sœur de Madeleine Bruyant qui s'est mariée avec Antoine Hérault, dont la fille Madeleine Hérault (1635-1682) a été mariée à Noël Coypel (1628-1707), sa sœur, Antoinette Hérault (1642-1695), est mariée en premières noces à Guillaume Chasteau puis à Jean-Baptiste Bonnart et leur frère, Charles-Antoine Hérault (1644-1718), a été peintre de paysage marié à Marie-Geneviève de Lens. De ce mariage sont issues six filles : Marie-Catherine Hérault (1680-1743) mariée à Louis de Silvestre, Madeleine Hérault (née en 1682) mariée à Jean Berain fils (1678-1726), Catherine-Geneviève Hérault (née en 1684) mariée à Pierre Dulin (1668-1748),  Marie-Anne Hérault (1685-1712) mariée à Louis Marteau, Catherine Hérault (1687-1753) mariée à Joseph Charles Roëttiers (1691-1779) et Anne-Auguste Hérault (1689-1771) mariée à François Hutin (1686-1758). Il est le neveu de Charles-Jean-François Chéron (Lunéville, 1635-Paris, 1698). Charles-François Poerson lui a légué « ses
lettres de noblesse », sa croix de Saint-Lazare et son portrait par lui-même.
Dans le document qu'il a rédigé, Charles-Louis Chéron cite ces différents parents qu'il a rencontrés en différents moments de sa vie.
Il a eu pour premier professeur son oncle Charles-Jean-François Chéron, médailleur et ciseleur, membre depuis 1676 de l'Académie royale de peinture et de sculpture. Il a ensuite été l'élève de Noël Coypel de son fils et cousin Antoine Coypel et a aussi suivi les cours de l'Académie royale.
En 1697, il se rend à Rome avec un ami du nom de Gérard. Ils ont embarqué à Toulon sur une frégate qui accompagnait la flotte armée amenant le cardinal de Bouillon, ambassadeur dur roi auprès du pape. Tombé malade à Rome et abandonné par son ami, il est pris en charge par Louis de Silvestre devenu son cousin après son mariage avec une demoiselle Hérault, alors pensionnaire du roi. Après six mois de fièvres, il a passé son temps à dessiner à l'Accademia di San Luca, à visiter les environs de Rome, ses musées et ses antiquités. Après une année à Rome, il est revenu en France, grâce aux relations de Louis de Silvestre, sur la Réale Galère du grand-duc Cosme III de Médicis. Il a fait ce voyage de retour avec un peintre de paysage flamand, Cossiau, qui a travaillé un temps pour Louis XIV.
À son retour il est nommé peintre ordinaire du duc de Lorraine Léopold Ier de Lorraine. Entre 1719 et 1724, il a peint pour le château de Lunéville les portraits de Louis XIII, d'Anne d'Autriche, de Louis XIV, de Marie-Thérèse d'Autriche, des ducs et duchesses de Lorraine. Il a décoré plusieurs appartements du château. Pour l'église Saint-Jacques de Lunéville, il a peint une Nativité et un Christ et Madeleine.
Il a travaillé au Palais-Royal avec Antoine Coypel et Jacob van Schuppen. Pour Stanislas Leszczynski, roi de Pologne et duc de Lorraine à partir de 1737, il a peint Bébé, le nain du prince.
Il a aussi peint des tableaux pour orner la maison de Rambouillet que le prince de Vaudémont a achetée en 1720. Le musée de Milan possède deux tableaux de sa main : Esther devant Assuérus et La Chaste Suzanne.
Joseph Gilles dit Provençal a peint un tableau représentant Charles-Louis Chéron et sa famille

## Famille
- Pierre Chéron, né et mort à Vic-sur-Seille, mort vers 1613 ;
  - Claude Chéron (né à Vic-sur-Seille, vers 1595-1663), marchand bourgeois de Vic-sur-Seille, marié en premières noces en 1613 avec Marie Vaultrin, en secondes noces à Barbe Babet (née vers 1605), veuve de Thirion Parserre ;
    - Charles Chéron (Vic-sur-Seille, 1641-Vic-sur-Seille, 1685), mariée à Metz, en 1671 avec Marguerite-Françoise Poërson ;
      - Charles-Louis Chéron (Vic-sur-Seille, 1676-Lunéville, 1745), peintre ordinaire du duc Léopold, marié en 1710 avec Jeanne-Catherine Leclerc (1683-Lunéville, 1761) ;
        - Charles-François Chéron, né à Lunéville en 1711, mort peu après ;
        - Élisabeth-Louise Chéron (Lunéville, 1712-1759), mariée en 1735 avec Charles François Brillon, garde du corps de François, grand-duc de Toscane ;